# USS Lexington (CV-2)
USS Lexington (CV-2) — авианосец США, эксплуатировавшийся в период с 1925 по 1942 год, головной корабль своего типа. В ходе службы был также известен в ВМС США под прозвищами «Леди Лекс» (англ. Lady Lex) и просто «Лекс».
Назван в честь сражения при Лексингтоне 1775 года, первого вооружённого столкновения в ходе Войны за независимость США.

## История

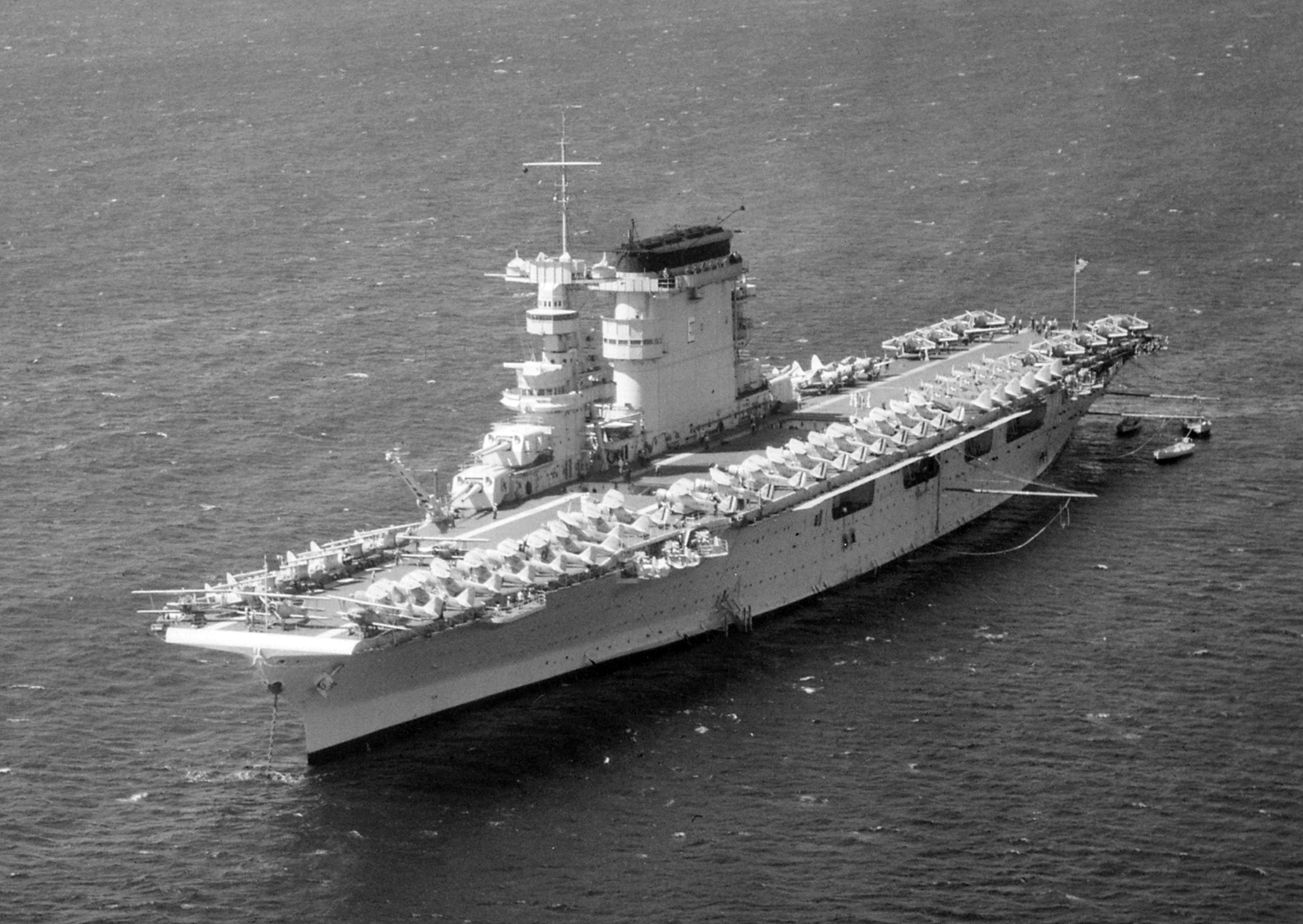
Авианосец «Лексингтон» до модернизации (отчетливо видны 203-мм АУ)

Авианосец ВМС США «Лексингтон» был спущен на воду в октябре 1925 г и принят на вооружение в декабре 1927. На правом борту он имел массивную надстройку, окружённую двумя спаренными 203-мм АУ спереди и двумя сзади. Другими же характерными чертами авианосца были бронирование корпуса вплоть до полётной палубы, за исключением мест спуска и подъёма шлюпок. Двухэтажный ангар, два расположенных по осевой линии корабля самолётоподъёмника и установленная на носу «катапульта». В наследство от крейсеров авианосец получил турбоэлектрическую ГЭУ с 4 турбогенераторами, подававшими энергию на восемь электродвигателей, установленных по два на каждом гребном валу (применить такую силовую установку заставило отсутствие в США зубчатых редукторов, рассчитанных на такую мощность).

### Вторая мировая война
Адмирал Хасбенд Киммел , главнокомандующий Тихоокеанским флотом, приказал оперативной группе (TF) 12 — Lexington , трем тяжелым крейсерам и пяти эсминцам — выйти из Перл-Харбора 5 декабря 1941 года для переправки 18 пикирующих бомбардировщиков корпуса морской пехоты США Vought SB2U Vindicator из VMSB-231 для усиления базы на острове Мидуэй . В это время она погрузила 65 своих собственных самолетов, включая 17 истребителей Brewster F2A Buffalo . Утром 7 декабря оперативная группа находилась примерно в 500 морских милях (930 км; 580 миль) к юго-востоку от Мидуэя, когда получила известие о японском нападении на Перл-Харбор . Несколько часов спустя контр-адмирал Джон Х. Ньютон , командующий оперативной группой, получил приказ отменить перегоночную миссию и начать поиск японских кораблей во время встречи с кораблями вице-адмирала Уилсона Брауна в 100 милях (160 км) к западу от острова Ниихау .
Первой боевой операцией «Лексингтона» была неудавшаяся попытка освобождения острова Уэйк, состоявшаяся сразу после нападения на Пёрл-Харбор. В конце января 1942 авианосец обеспечивал прикрытие рейда на Маршалловы острова, а затем привлекался к отдельным операциям в юго-западной части Тихого океана. И только в марте 1942, когда к нему присоединился более современный авианосец «Йорктаун» — «Лексингтон» получил более важное задание.

### Ответный удар

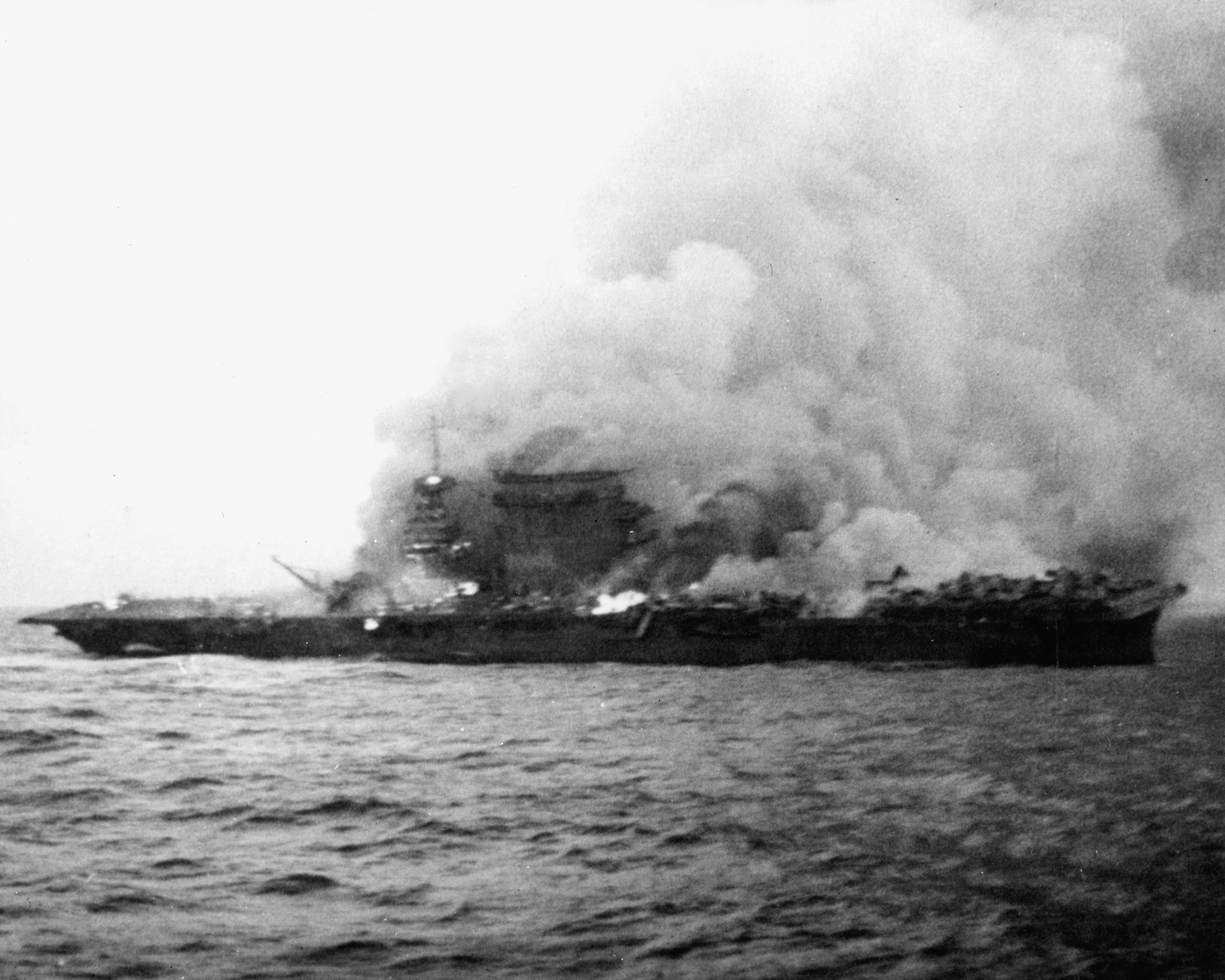
Горящий «Лексингтон»

После непродолжительного ремонта в Пёрл-Харборе «Лексингтон» вернулся в Коралловое море, где японские авианосцы обеспечивали прикрытие десанта на Порт-Морсби (Новая Гвинея) (Сражение в Коралловом море). Утром 7 мая 1942 года пикировщики «Лексингтона» беспрепятственно потопили японский легкий авианосец «Сехо». 8 мая американские самолёты атаковали японские авианосцы «Сёкаку» и «Дзуйкаку». Атака торпедоносцев TBD-1 была безуспешной, пикирующие бомбардировщики SBD «Донтлесс» с «Йорктауна» добились 2-х, а с «Лексингтона» одного попадания в «Сёкаку», выведя его из строя. Пока шла эта атака, японцы нанесли ответный удар, пробив двумя торпедами левый борт «Лексингтона». Кроме того, корабль получил повреждения от попаданий двух бомб и нескольких близких взрывов. В результате деформации корпуса произошла разгерметизация ёмкостей с авиационным топливом, и когда очаги пожаров были потушены, взрывоопасные пары продолжали распространяться по кораблю. Через час после атаки они сдетонировали от случайной искры, и на авианосце произошло несколько взрывов. Через 6 часов после первого попадания был отдан приказ покинуть корабль. После эвакуации членов экипажа на эсминцы сопровождения «Лексингтон» был торпедирован. Всего на нём погибли 216 из 2951 члена экипажа. За свой короткий боевой путь «Лексингтон» не смог нанести серьёзного урона противнику, по большей части по причине неопытности своих лётных экипажей и несовершенной тактики ВМС США. Потеря столь крупного авианосца оказалась высокой платой за победу в Коралловом море.
Спасённые моряки «Лексингтона» впоследствии составили бо́льшую часть экипажа эскортного авианосца «Боуг» (англ. USS Bogue (CVE-9)), сопровождавшего конвои в ходе Битвы за Атлантику.

## Обнаружение
Останки затонувшего корабля были обнаружены 4 марта 2018 года экспедицией, базировавшейся на борту научно-исследовательского судна Petrel. Экспедиция финансировалась фондом Пола Аллена и на протяжении нескольких лет занималась обнаружением и исследованием кораблей, затонувших в ходе Второй Мировой Войны на Тихоокеанском театре военных действий. Останки были идентифицированы в ходе их обследования дистанционно управляемым глубоководным аппаратом. Обломки затонувшего авианосца находятся на глубине в 3000 метров на расстоянии около 800 км к востоку от побережья Квинсленда. Корпус затонувшего авианосца разрушен на несколько отдельных частей (средняя часть корпуса, носовая и кормовая оконечности), обособленно лежащих на дне океана. Помимо обломков самого корабля, были обнаружены 11 самолётов нескольких различных моделей, базировавшихся на борту авианосца.

## Командиры
- капитан Альберт Маршалл (Albert Ware Marshall) (14 декабря 1927 — 22 августа 1928)
- капитан Фрэнк Берриэн (Frank Dunn Berrien) (22 августа 1928 — 30 июня 1930)
- капитан Эрнест Кинг (30 июня 1930 — 31 мая 1932)
- капитан Чарльз Блэйкли (Charles Adams Blakely) (31 мая 1932 — 12 июня 1934)
- капитан Артур Кук (Arthur Byron Cook) (12 июня 1934 — 6 апреля 1936)
- капитан Обри Фитч (Aubrey Wray Fitch) (6 апреля 1936 — 13 апреля 1937)
- капитан Ли Нойз (Leigh H. Noyes) (13 апреля 1937 — 18 июня 1938)
- капитан Джон Гувер (John Howard Hoover) (18 июня 1938 — 17 июня 1939)
- капитан Алва Бернхард (Alva Douglas Bernhard) (17 июня 1939 — 13 июня 1940)
- капитан Фредерик Шерман (13 июня 1940 — 8 мая 1942)